# Highway Star, Speed Star
「Highway Star, Speed Star」（ハイウェイ・スター スピード・スター）は、2000年8月23日にビクターエンタテインメントから発売された
、Cymbalsの5枚目のシングルである。

## 収録曲
1. Highway Star, Speed Star
作詞・作曲・編曲：沖井礼二
タイトルはディープ・パープルの「Highway Star」からインスパイアされたものである。CDの帯には「誰一人として車の免許をもっていないシンバルズ[注 1]が放つ至高のドライヴ・ミュージック!（一般道を走る際には使用を控えてください）」とある。
2. Business Show
作詞・作曲・編曲：沖井礼二
1枚目のアルバム『That's Entertainment』収録「Show Business」のボサノヴァ・アレンジでの再録ヴァージョン。
3. This Year's Gear
作詞・作曲・編曲：沖井礼二
本シングル後にリリースされた2枚目のアルバム『Mr.Noone Special』を宣伝する内容となっている。

## 影響
「Highway Star, Speed Star」は、声優の水樹奈々が歌う「COSMIC LOVE」（作曲は藤田淳平）に影響を与えている。アニメ版『ロザリオとバンパイア』の第1期オープニングテーマである「COSMIC LOVE」は、制作される際に原作者である漫画家の紗池晃久が制作側に対して「Highway Star, Speed Star」の音源を渡して「こんな感じの雰囲気にして欲しい」と希望を出したため、全体的にかなり似た雰囲気になっている。紗池は、有線で耳にしたCymbalsの楽曲を一瞬で好きになったという。楽曲のオマージュに対して沖井礼二は「作曲者冥利に尽きます」とコメントを返した。